# Afèlides
Els afèlides (Aphelida) o afelidiomicots (Aphelidiomycota) són un petit grup d'eucariotes unicel·lulars endoparàsits d'algues amb un complex cicle de vida. La cèl·lula ameboide envaeix l'hoste a través d'espores que fan ús de les estructures de la superfície cel·lular de l'hoste.
Malgrat la seva gran diversitat, determinada per estudis moleculars ambientals, i el seu interès filogenètic, fins al moment només s'han descrit quatre gèneres.
La posició d'aquest grup en l'arbre de la vida és controvertida. Han estat classificats tant com a protists que com a fongs. Donat que els fongs i els protists es regeixen per diferents codis de nomenclatura, existeix confusió sobre la seva denominació.

## Taxonomia
Depenent si es consideren fongs o protists, la nomenclatura del grup es diferent, segons es mostra en la següent taula:
| Nomenclatura si són FONGS | Nomenclatura si són PROTISTS                         |
| --- | ---------------------------------------------------- |
| Divisió Aphelidiomycota Tedersoo, 2018 | Fílum Aphelida Karpov, Aleoshin & Mikhailov 2014     |
| Classe Aphelidiomycetes Tedersoo, 2018 | Calsse Aphelidea Gromov 2000                         |
| Ordre Aphelidiales Tedersoo, 2018 | Ordre Aphelidida Gromov 2000 non Cavalier-Smith 2012 |
| Família Aphelidiaceae Tedersoo, 2018 | Família Amoeboaphelidiidae Cavalier-Smith 2012       |
| - Gènere Amoeboaphelidium Scherffel 1925 emend. Karpov 2014 - Gènere Paraphelidium Karpov, Moreira & Lopez-Garcia 2017 - Gènere Pseudaphelidium Schweikert & Schnepf 1996 - Gènere Aphelidium Zopf 1885 emend. Gromov 2000 |                                                      |